# Święta Góra (Przybram)
Święta Góra (cz. Svatá Hora) – barokowy kompleks klasztorny, znajdujący się na górze o tej samej nazwie, w czeskim mieście Przybram.

## Historia
Nie jest znana dokładna data powstania pierwszego obiektu sakralnego na Świętej Górze. Według legendy powstała ona w XIII wieku za sprawą rycerza z rodu Malovców, który ufundował ją w podzięce Matce Bożej za uchronienie przed rozbójnikami. Bohuslav Balbín datuje pierwszą kaplicę na XIV wiek oraz podaje jej wymiary – 13 metrów długości, 4 metry szerokości i 3 wysokości. Kaplica stała się celem pielgrzymek za sprawą znajdującej się w niej figury Matki Bożej, którą wykonać miał arcybiskup Arnoszt z Pardubic na wzór Madonny Kłodzkiej. W pierwszej połowie XVI wieku na Świętą Górę przeniesiono figury św. Elżbiety i Matki Bożej oraz dwa dzwony.
Jednym z zarządców Świętej Góry był Jan Procházka. Mieszkał w Nymburku, gdzie w 1619 stracił wzrok i przeniósł się do Pragi. Według legendy w 1632 kilkukrotnie śnił mu się starzec, który miał go zachęcać do udania się na Świętą Górę i oddawania tam czci Maryi, by uprosić dar odzyskania wzroku. Przybył tam wraz ze swoim wnukiem 10 czerwca 1632. Władze Przybramia przekazały mu opuszczoną pustelnię z obowiązkiem opieki nad kaplicą. Z czasem Procházka miał odzyskać wzrok, co przyczyniło się do rozsławienia kaplicy jako sanktuarium. W 1634 na górę przybył cesarz Ferdynand II wraz z synem i późniejszym władcą Ferdynandem III. W 1647 opiekę nad sanktuarium powierzono jezuitom. W 1658 świątynię rozbudowano o dzwonnicę oraz dwie dodatkowe kaplice boczne, św. Ignacego Loyoli i św. Franciszka Ksawerego.
W tym samym roku Carlo Lurago sporządził projekt nowego kościoła, którego budowę ukończono w 1675. W latach 1727–1728 wzniesiono prowadzące do sanktuarium monumentalne, 450-metrowe schody według projektu Kiliána Ignáca Dientzenhofera. Dla znajdującej się w kościele figury Matki Bożej wykonywano bogato zdobione suknie, a 22 czerwca 1732 została ona ukoronowana. W latach 1745–1751 świątynię powiększono o kolejne trzy kaplice, dobudowane od zachodu. Wtedy osiągnęła ona obecne rozmiary.
W 1773 nastąpiła kasata klasztoru. Od tego czasu sanktuarium administrowało duchowieństwo diecezjalne. W 1861 klasztor przejęli redemptoryści, którzy w 1903 wyremontowali kompleks i częściowo pokryli nową warstwą stiuku. W 1905 papież Pius X podniósł sanktuarium do godności bazyliki mniejszej. W 1950 redemptoryści opuścili klasztor.
27 kwietnia 1978 w kompleksie wybuchł pożar, niszcząc dach klasztoru, plebanię, część krużganków i wieżę zegarową. Większość zniszczeń naprawiono w 1982, w 250. rocznicę koronacji cudownej figury. W 1988 roku, według planów Josefa Vlčka, wymieniono posadzkę, ołtarz i oświetlenie oraz odrestaurowano zabytkowy ołtarz główny.
24 marca 1990 kompleks wrócił w ręce redemptorystów – pierwszym administratorem klasztoru został o. Josef Břicháček. W 1999 na Świętej Górze odbyło się spotkanie młodzieży czeskiej i morawskiej. W 2015 cały kompleks przeszedł generalny remont.

## Architektura
Południową część kompleksu zajmuje wczesnobarokowa bazylika mniejsza, okrążona krużgankami na planie prostokąta, w którego rogach znajdują się 4 kaplice – praska, březnicka, pilzneńska i mníšecka. Od północy dobudowany jest do nich klasztor. Na wschód od kompleksu znajduje się plac z kamienną kolumną maryjną.

## Galeria

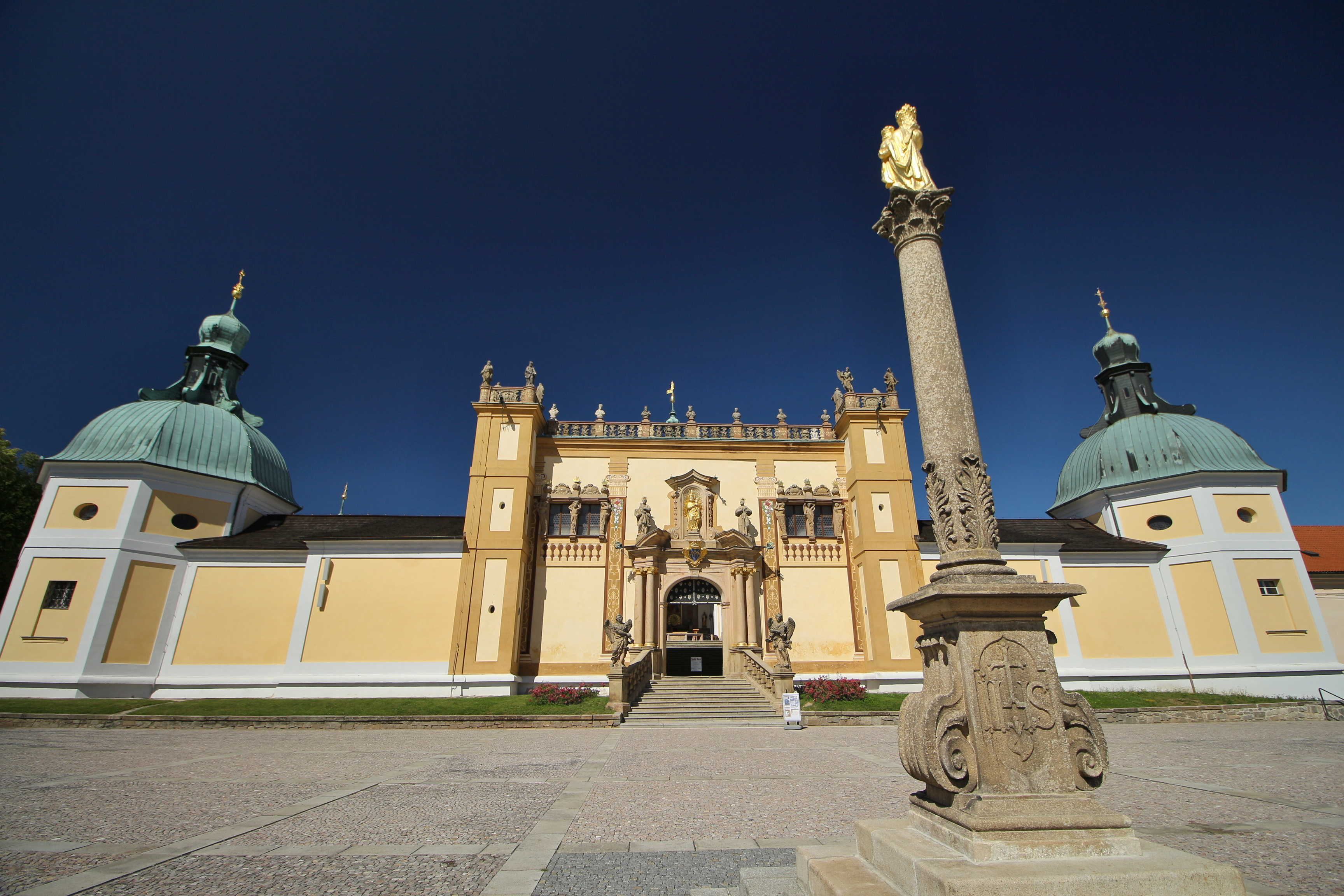
Wejście do kompleksu i kolumna maryjna
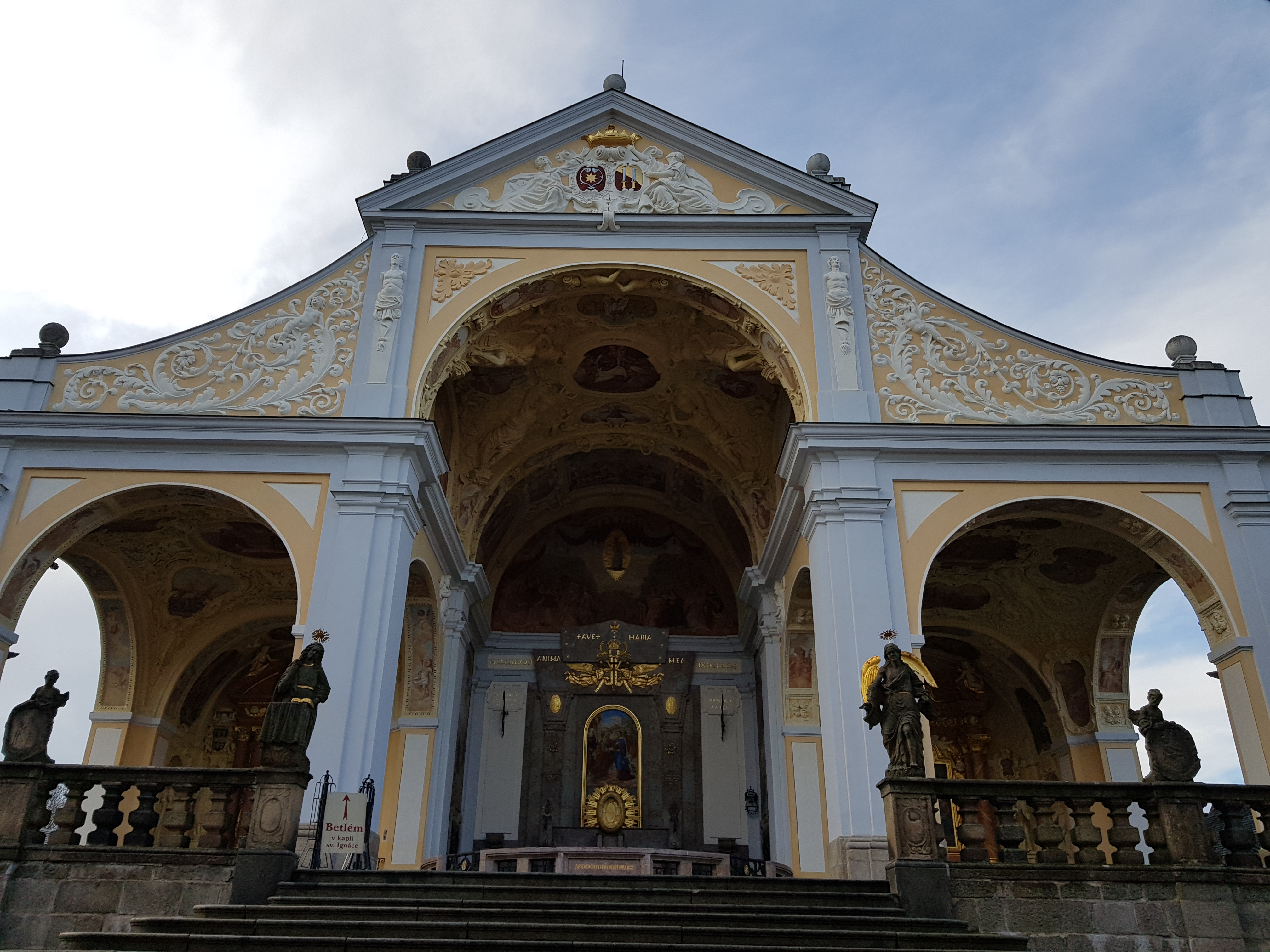
Ołtarz polowy w tylnej części bazyliki
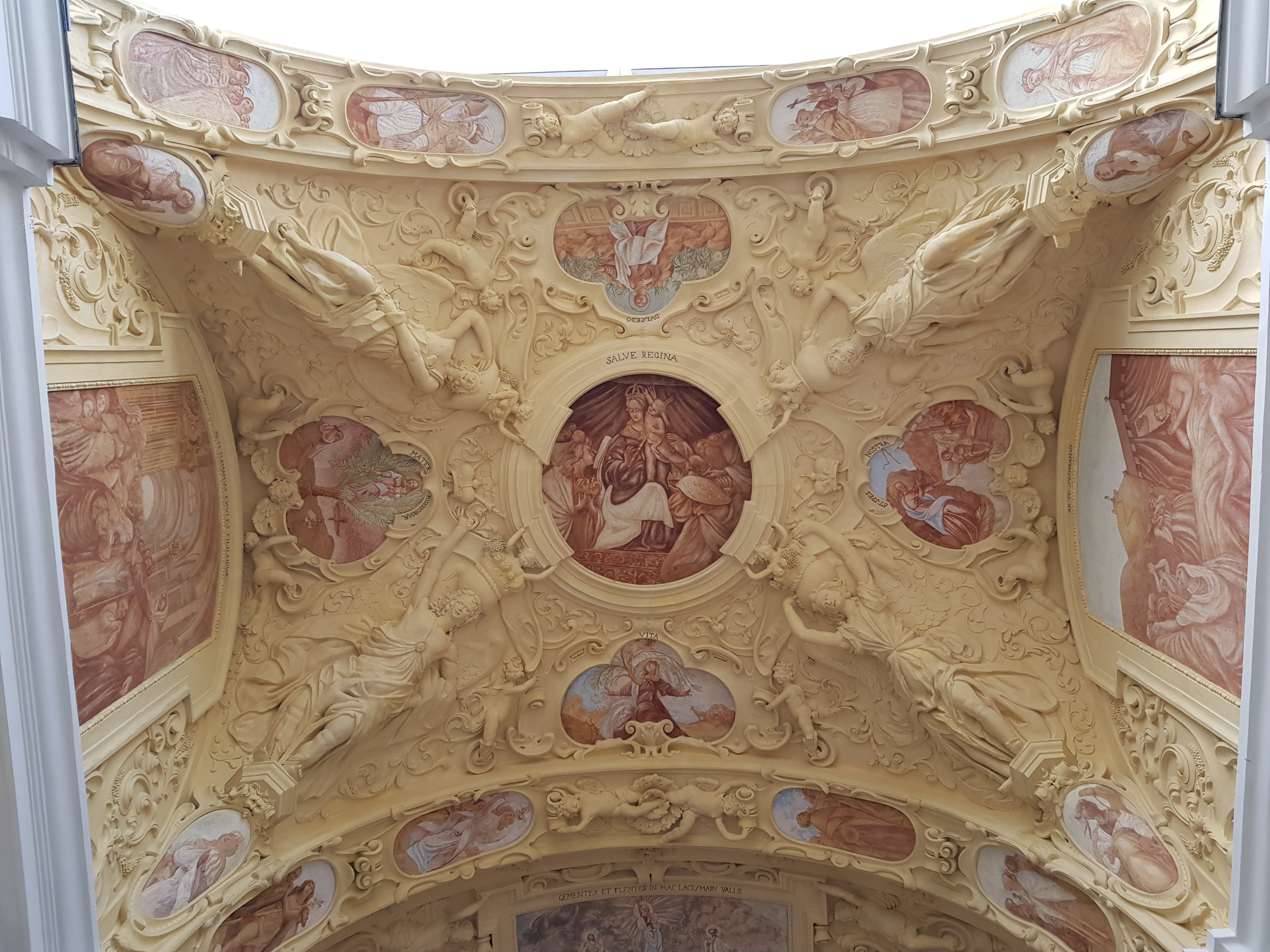
Freski i rzeźby na sklepieniu przy ołtarzu polowym
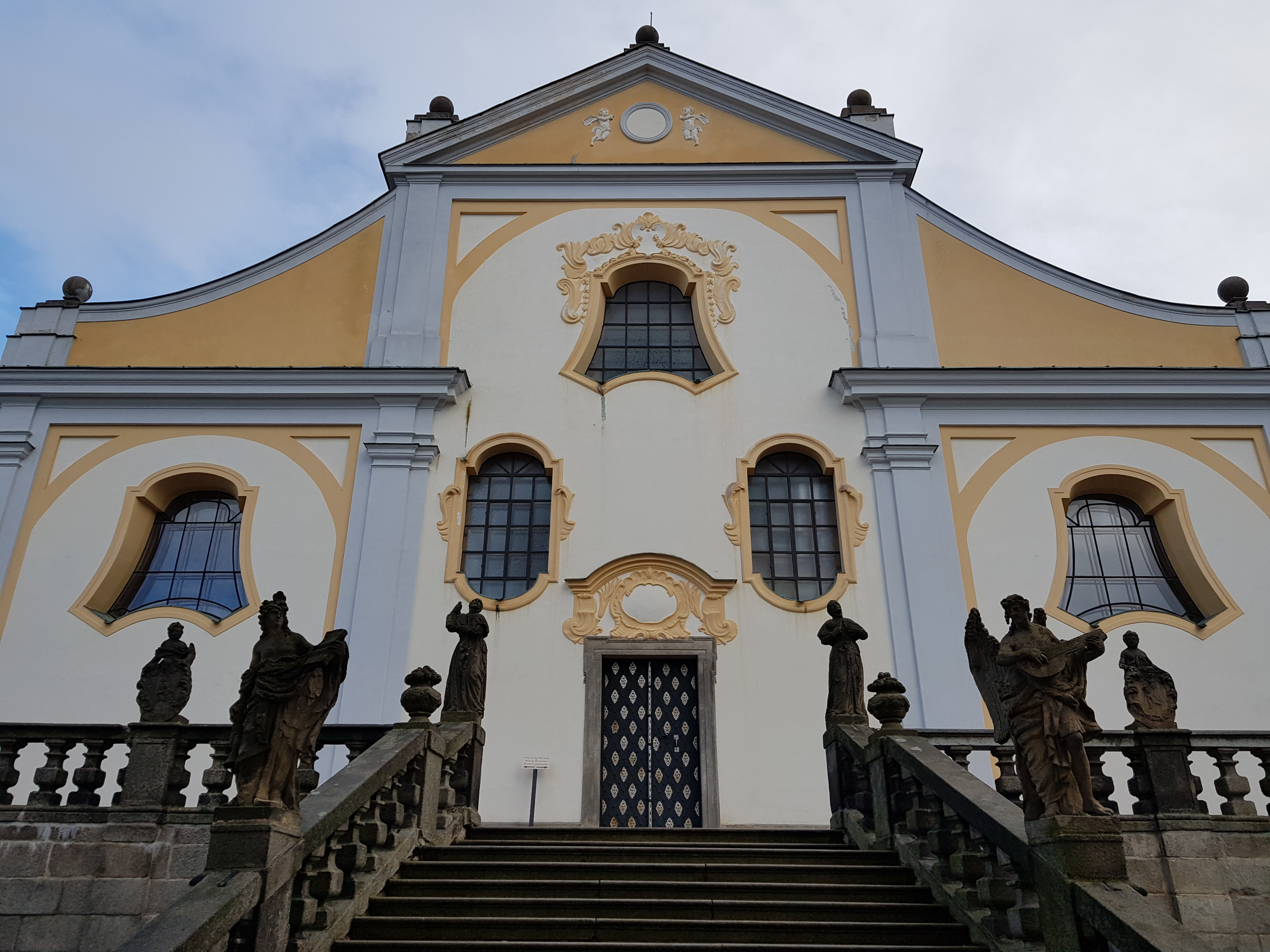
Fasada bazyliki
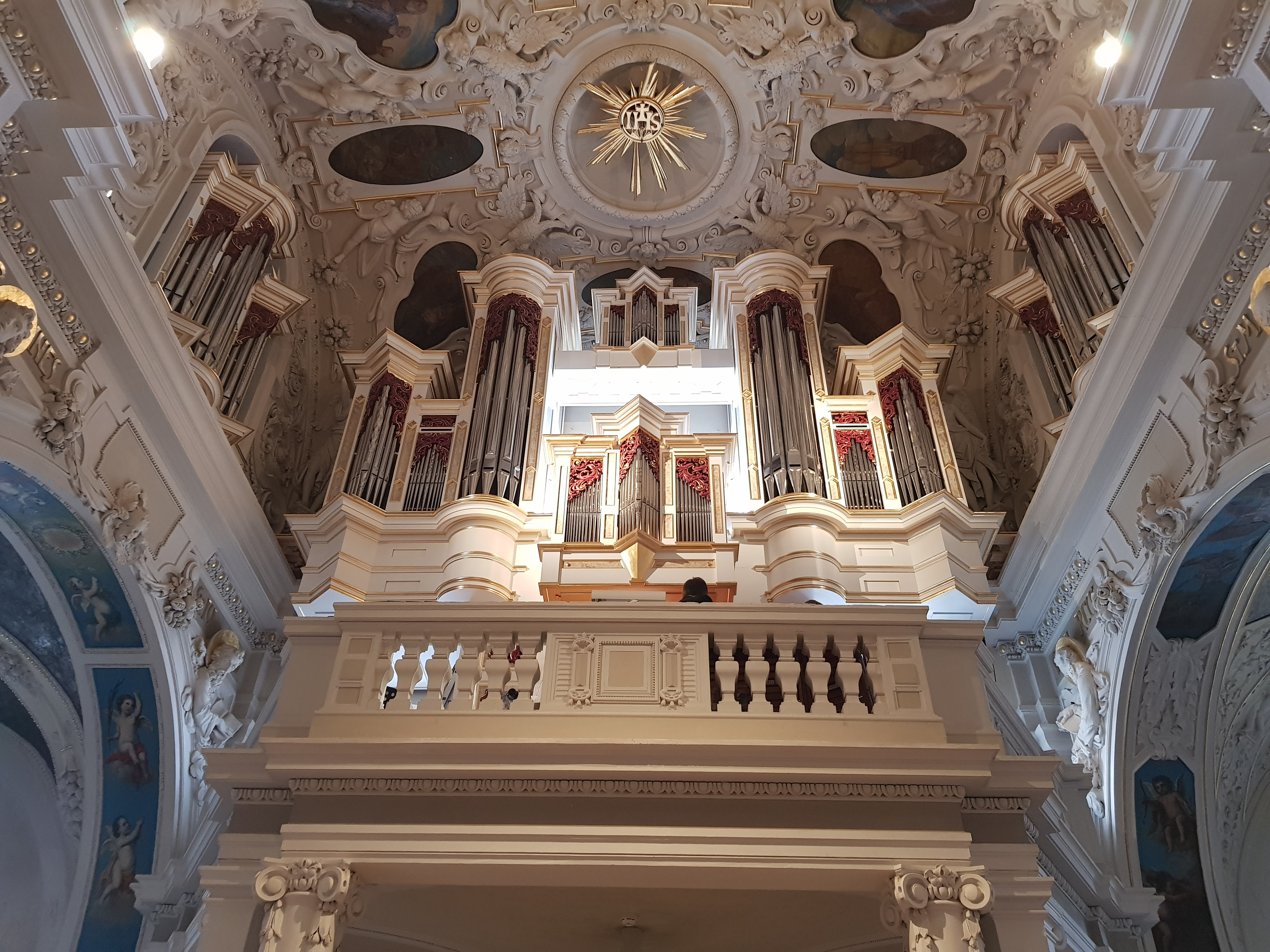
Organy
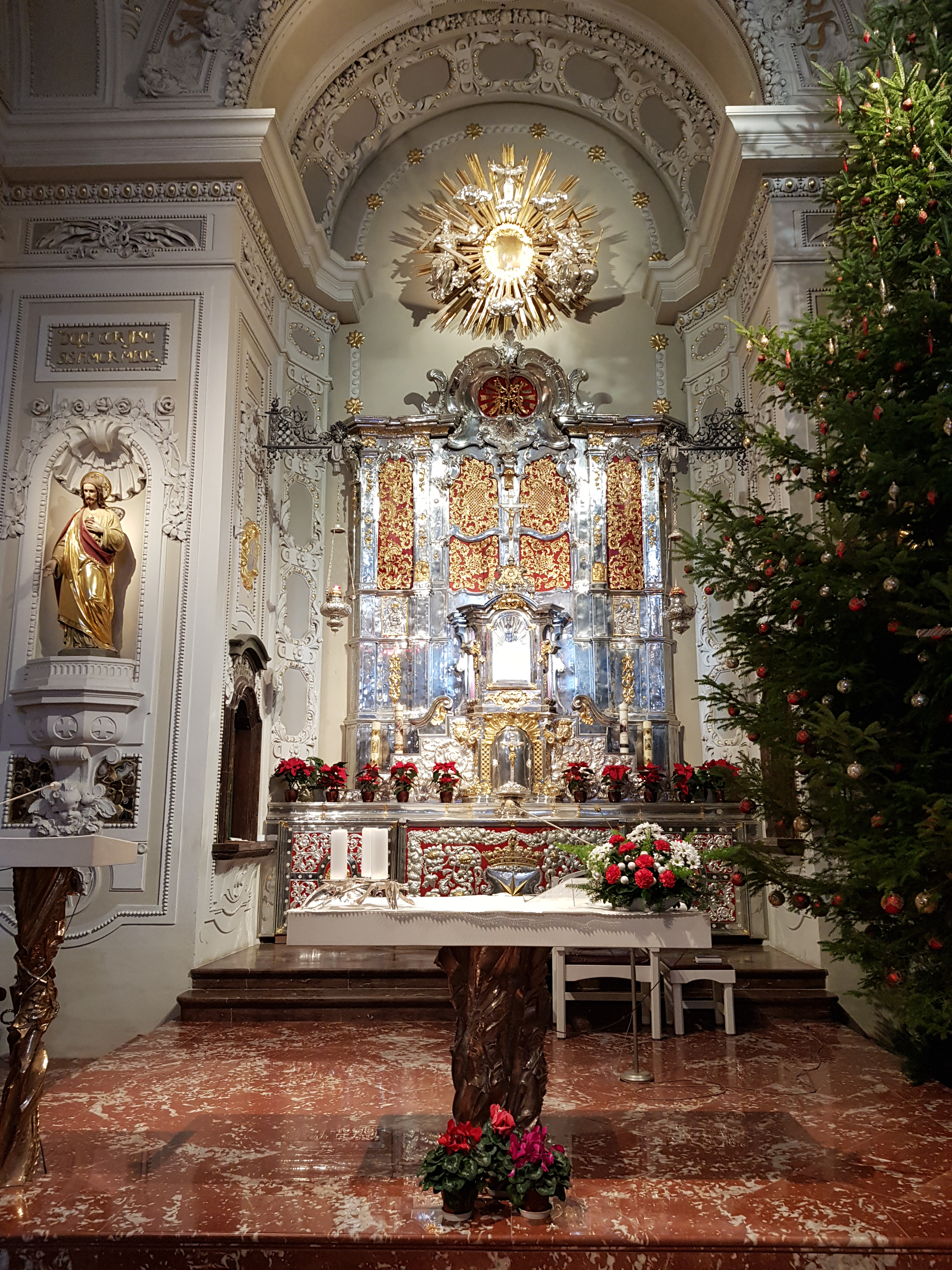
Prezbiterium i ołtarz główny